# Estreito Icy

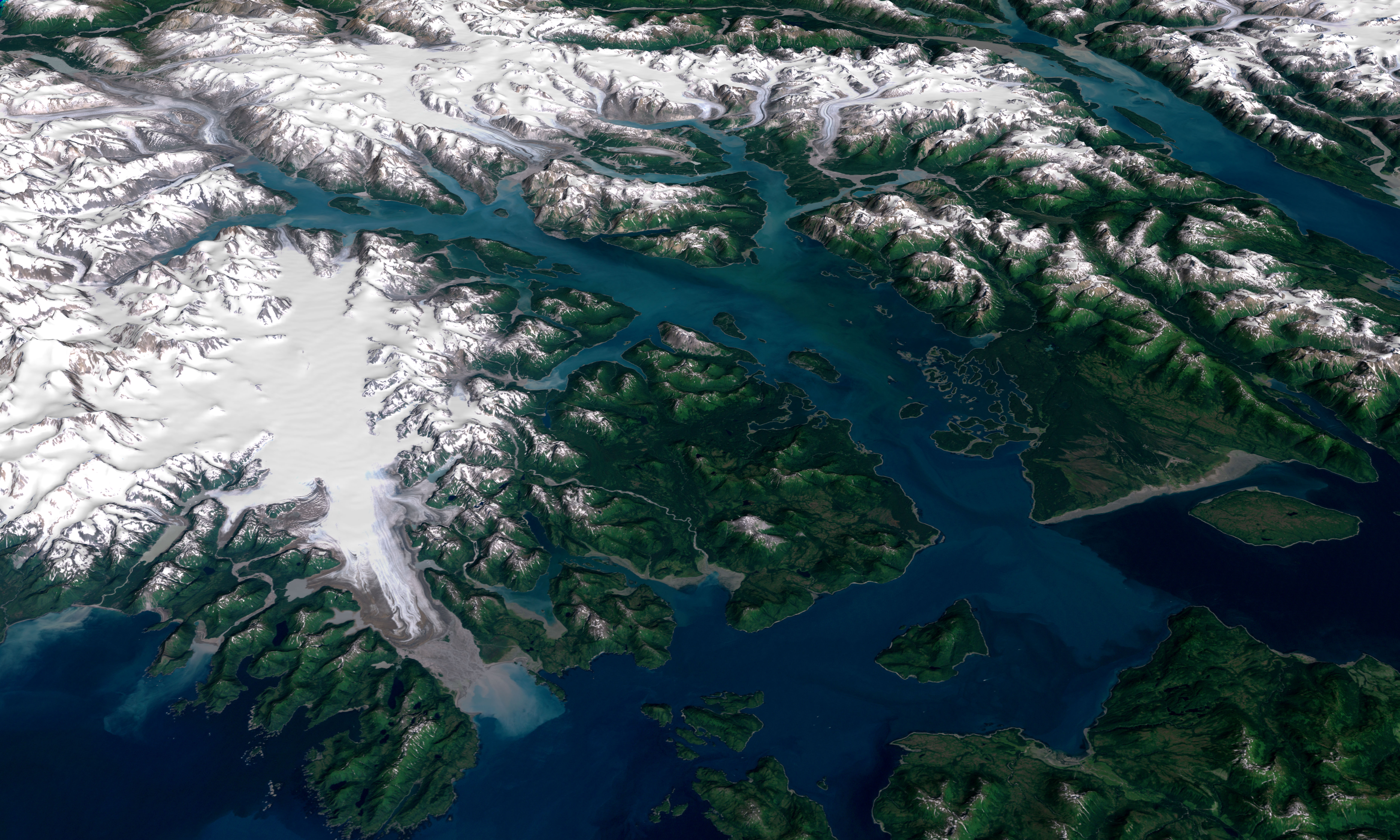
Imagem de satélite do estreito Icy

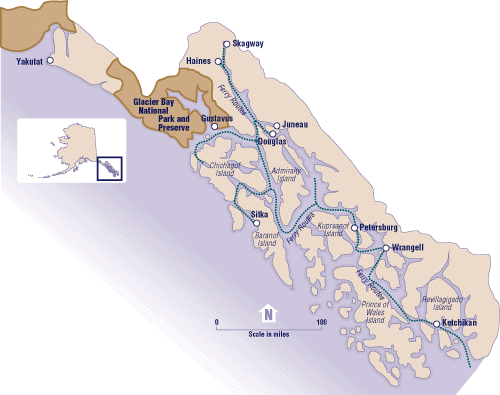
Mapa do Arquipélago Alexandre

O estreito Icy (em inglês:  Icy Strait, que significa estreito gelado), é um estreito no arquipélago Alexandre, no sudeste do Alasca, e que separa a ilha Chichagof a sul, da parte continental do Alasca, a norte. Tem 64 km entre a parte ocidental, na interseção do Cross Sound e da baía dos Glaciares e a parte oriental, entre o estreito de Chatham e o canal Lynn. As duas maiores ilhas no estreito são a ilha Pleasant e a ilha Lemesurier.